# Wolofové

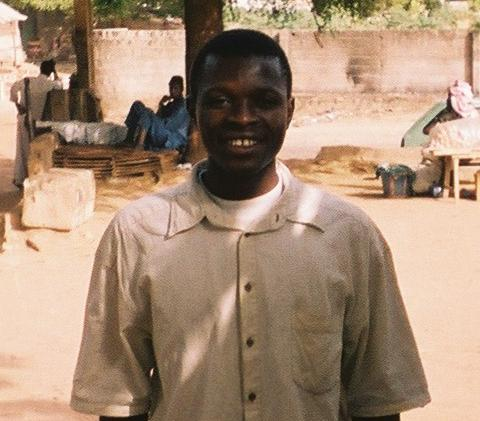
Wolofský muž, Gambie

Wolofové jsou etnická skupina žijící především na území Senegalu, Gambie a Mauritánie. Jejich populace se odhaduje na víc než 7,7 milionu. Největší počet (asi 7 706 000 v r. 2022) jich žije v Senegalu, kde tvoří přibližně 43 % populace. Jsou to především zemědělci, řemeslníci a obchodníci. Věřící jsou muslimové, kteří islám často kombinují s tradičními náboženstvími.

## Historie
První zmínky o Wolofech můžeme dohledat v cestopisech Ibn Chaldúna a Al Bakrího. Prvním Evropanem, který Wolofy zmiňuje, byl Portugalec Ca da Mosto, který se na jejich území dostal v 15. století. Podle archeologických nálezů byli předchůdci Wolofů ze svého původního domova na území Mauretánie vytlačeni Berbery. Od 9. do 12. století založili státy Sanghama, Gallan a Tekrúr. Ve 13. století se Wolofové a Sererové oddělili a založili několik menších knížectví. V 16. století se říše Wolofů do čtyř hlavních království: Walo, Djolof, Kayor a Baol. I když se na toto území Evropané dostali už v 15. století, nenabyla jejich spolupráce s Wolofy až do 19. století žádného velkého významu. V 19. století začaly první francouzské pokusy dobýt království Wolofů. Do konce století se Wolofové podrobili a byla implantována francouzská koloniální správa. V tomto období, také kvůli francouzskému tlaku a dobývání, začali Wolofové hojně přestupovat k islámu.

## Jazyk
V dnešním Senegalu žije víc než 21 etnických skupin. Nenajdeme zde etnicky homogenní region. Nenachází se zde ani žádné jazykové hranice – ve všech regionech, krom pár malých území na východě země, se hovoří všemi jazyky. Naprostá většina obyvatel Senegalu (i západní Afriky) je nejméně bilingvní a mimořádným jevem není ani setkání s člověkem dokonale znalým šesti nebo více jazyků. Wolofština se používá jako dorozumívací prostředek i v místech, kde jsou vlastní Wolofové v menšině. Jedinou výjimkou je část jižního Senegalu, kde se prosadila mandingština a většina obyvatelstva je mandingizovaná. Oblasti s nejvyšším počtem wolofsky hovořícího obyvatelstva jsou zároveň oblastmi s nejvyšší demografickou denzitou – přirozeným důsledkem je postupující wolofizace, protože děti ze smíšených manželství mají tendenci hovořit wolofsky. Za Wolofy se prohlašují, i když jejich otec pochází z jiného etnika, které by jinak – podle tradice – měly považovat za své vlastní. Dříve bývaly znakem etnické příslušnosti příjmení, místo původu a jazyk: dnes tato úloha zůstává víceméně jen jazyku.

### Příklad – číslovky
| wolofsky     | česky |
| benn         | jeden |
| ñaar         | dva   |
| ñett         | tři   |
| ñeent        | čtyři |
| juróom       | pět   |
| juróom benn  | šest  |
| juróom ñaar  | sedm  |
| juróom ñett  | osm   |
| juróom ñeent | devět |
| fukk         | deset |

### Ukázka textu (Otčenáš, modlitba)
Baay bi ci ko,
na sa tur sell

### Všeobecná deklarace lidských práv
| wolofsky | Doomi aadama yépp dañuy juddu, yam ci tawfeex ci sag ak sañ-sañ. Nekk na it ku xam dëgg te ànd na ak xelam, te war naa jëflante ak nawleem, te teg ko ci wàllu mbokk. |
| česky    | Všichni lidé se rodí svobodní a sobě rovní co do důstojnosti a práv. Jsou nadáni rozumem a svědomím a mají spolu jednat v duchu bratrství.                            |

## Náboženství
Většinové náboženství (95% Wolofů) je islám. Wolofský islám nepatří mezi ortodoxní formy islámu. Naprostá většina Wolofů je členy jednoho z súfijských bratrstev:
1. Murídíja – je bratrstvo senegalského původu. Bylo založeno kolem na konci 19. století Amadem Bambou Mbacke. Úspěch Bambova učení, založeného na meditaci, práci a oddanosti duchovnímu učiteli upoutal pozornost francouzských koloniálních úřadů. Byl vyhnán na 12 let ze Senegalu a po svém návratu byl držen v domácím vězení až do své smrti v roce 1927. Zatčení mu ale přineslo ještě větší popularitu.. Pro mnoho Mouridů byl a je spojením mezi nimi a bohem. Také je považován za národního hrdinu. Nejvýznamnějším událostí mouridismu je pouť do města Touba, kde je Bamba pohřben. Mešita v Toubě je největší v Senegalu a jednou z největších na světě.
2. Tídžáníja – zakladatelem byl Ahmed Tidjan, který žil v 18. století. Tidjanismus se u Wolofů rozvinul především za života filosofa El Hadjiho Malicka Sy. Narodil se kolem roku 1855 v Dawfal v regionu Walo. Po studiích koránské školy v Gaye později ve Fouta Toro, Jollofu a marockém Fesu pokračoval ve studiu literatury, arabské gramatiky, islámského práva a teologie. Po návratu z pouti do Mekky v roce 1889 otevřel četné školy v Saint Louis, Jollofu, Kajooru a Waalu. V Dakaru inicioval vystavění mešity, stejně jako v roce 1902 ve městě Tivaouane. Tivaouane se brzy poté stal poutním místem pro mnoho příslušníků bratrstva tijaniya.
3. Qádiríja – její učení, vzniklé ve 12. století v Bagdádu, se do Senegalu dostalo v 18. století.
4. Lájén – odnož, k níž se hlásí převážně lidé kmene Lebou (při sčítání považovaní za součást etnika Wolofů) z Dakaru.

## Životní styl

### Jídlo
Základními potravinami Wolofů je proso a rýže. Primárním zdrojem bílkovin jsou ryby, ovce, kozy, vzácně drůbež. Mezi oblíbená jídla, jejichž základem je rýže patří Ceebu Jen (rýže a ryba) a Ceebu Yapp (rýže a maso). Na vesnicích je častý nedostatek potravin, hlavně po výsadbě a těsně před sklizní. Není neobvyklé, že Wolofové v těchto obdobích jedí pouze jedno jídlo denně.

### Podmínky pro život
Většina Wolfů žije v prašném regionu Senegalu, známém jako Sahel. Ve venkovském prostředí žijí v osadách ohrazených plotem. Domy v těchto osadách jsou vyrobeny většinou z bahna a zastřešeny trávou nebo palmovými listy. Majetnější Wolofové na venkově si staví domy z betonových bloků. Obyvatelstvo jedné takové osady se může skládat pouze z členů jedné rodiny – muž, jeho ženy a děti, jeho neprovdané sestry a jeho bratři a jejich rodiny. Ve městě žijí v chatrčových čtvrtích, bytovkách i výstavných vilách. Městské domácnosti se mohou skládat z jádra rodiny, rozšířené o členy rodiny z vesnice ve městě studující, hledající práci nebo o příslušníky rodin přátel hlavy rodiny.

### Oblečení
Wolofové si hledí stylu oblékání. Očekává se chodit vhodně oblečený k určitým příležitostem a také podle toho jakou roli hrají ve společnosti. Typickým oblečením vhodným do práce či do mešity je mbubb nebo boubou. Jedná se o dlouhou volnou prošívanou košili a kalhoty. Dále se nosí ještě – méně honosný – kaftan. Ve městech chodí chudší nebo mladší Wolofové oblékaní podle západního stylu. Ženy i muži většinou nosí vyšívané šaty. Kvůli šatům vhodným k muslimským svátkům jsou schopni se i zadlužit. Nošení západní módy (džíny, sukně) se u žen příliš neujalo; odívají se tak jen mladší svobodné ženy ve městech, a nikdy ne při slavnostních příležitostech.

### Zdraví
- Kojenecká úmrtnost: 15 % umírá před dosažením prvního roku života
- Průměrná délka života: 44 let
- Voda: přístup k zdravotně nezávadné vodě má 35 %
- Zdravotní péče: kliniky jsou k dispozici, zdravotní péče je však z důvodu vysoké ceny farmaceutik často poskytována náboženskými vůdci formou bylin, gris–gris a magických formulí

### Rodinná struktura
Wolofská společnost je organizována do rodinných jednotek. Rodina, včetně rozšířené rodiny, je až posvátná. Šlechtické rodiny bývaly matrilineární, význam rodokmenu otce byl posílen až zavedením islámu do wolofské kultury. Wolofové věří, že po přeslici se dědí charakter, inteligence a čarodějnictví, zatímco po otci je odvaha, nervy, kosti, jasnovidnost a tabu. Rodinný zákon v Senegalu umožňuje polygamii a téměř polovina manželství je polygamních. Často ale dochází k žárlivosti mezi manželkami a k rozvodům. První sňatky bývají domlouvány rodiči, preferované je manželské spojení s potomkem sestry otce nebo bratra matky.

### Pravidla a autority
Hlavy domácností činí zásadní rozhodnutí pro rodinu; většinou tak činí po konzultaci s kolegy a členy rodiny. Kdokoliv, kdo ještě není ženatý/vdaná je považován za mládež a není schopen činit důležitá rozhodnutí. Při těžkých rozhodnutích se jde hlava rodiny poradit s marabutem (náboženský učitel, někdy s nadpřirozenou mocí), Wolofy zvaným sëriň. Ačkoli každá čtvrť nebo vesnice má svého imáma, ten nemusí být se sëriněm totožný. Muslimská bratrstva mají v čele sërině z rodin svých zakladatelů. Tito muži jsou uctíváni a respektováni do takové míry, že jsou slepě posloucháni i při vydávání rozkazů v rozporu s islámem. Lídři těchto bratrstev patří mezi nejvýznamnější muže v Senegalu.

## Současné problémy
- Separatistické tendence Ďolů
- Ekonomická deprese – míra nezaměstnanosti u Wolofů činí 60 %
- Hlad a sucho – velký problém při zpoždění dešťů
- Nedostatek anglicky mluvících obyvatel – mladí lidé považují anglický jazyk za vstupenku na mezinárodní trh práce – vysoká poptávka po anglickém jazyku